# Fazenda da Juta (métro de São Paulo)
Fazenda da Juta est une station de monorail de la ligne 15-Argent du métro de São Paulo, située dans la zone sud-est de la ville de São Paulo. Elle a été inaugurée le 16 décembre 2019.

## Situation sur le réseau

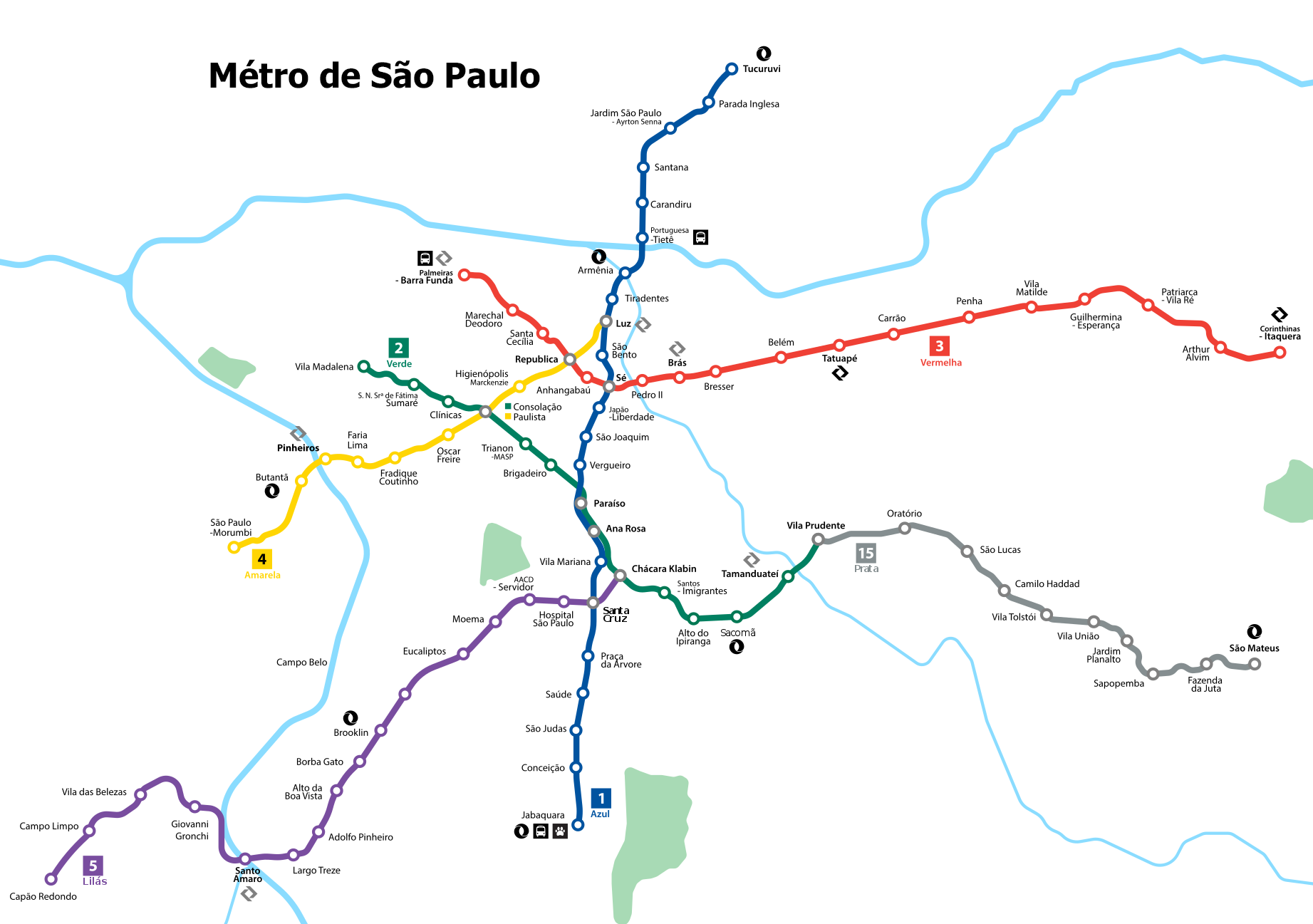
Plan du Métro de São Paulo 2020.

Établie en aérien, la station Fazenda da Juta, de la ligne de monorail dite ligne 15 du métro de São Paulo (argent), est située entre la station Sapopemba, en direction du terminus provisoire ouest Vila Prudente, et la station São Mateus, en direction du terminus provisoire est Jardim Colonial.

## Histoire
Fazenda da Juta est un quartier de São Paulo, appartenant au district de Sapopemba, officiellement fondé par des migrants du Nord-Est en 1977. Son nom vient de l'ancienne Fazenda Oratório, propriété de João Cardoso Siqueira et Mafalda Franco, vendue par ses héritiers en 1920 à Nestor de Barros. Là, Barros commença à planter du jute, ce qui changea le nom du lieu. Même avec la fin de la production de jute en 1938 et la subdivision de l'ancienne ferme entre les années 1940 et 1970, la localité est devenue connue sous le nom de Fazenda da Juta.